# Faith: A Holiday Album
Faith: A Holiday Album è il decimo album in studio e secondo album natalizio del sassofonista statunitense Kenny G, pubblicato il 16 novembre 1999.

## Tracce
1. Let It Snow! Let It Snow! Let It Snow! – 3:08
2. The First Noel – 3:08
3. I'll Be Home for Christmas – 3:33
4. Sleigh Ride – 3:48
5. The Christmas Song – 4:02
6. Medley: We Three Kings/Carol of the Bells – 4:07
7. O Christmas Tree – 2:39
8. Santa Claus Is Coming to Town – 3:52
9. Eternal Light (A Chanukah Song) – 2:53
10. Ave Maria – 4:30
11. Auld Lang Syne – 4:56
12. Auld Lang Syne (The Millennium Mix) – 7:53

## Classifiche

### Classifiche settimanali
| Classifica (2000) | Posizione massima |
| ----------------- | ----------------- |
| Stati Uniti       | 6                 |

### Classifiche di fine anno
| Classifica (2000) | Posizione |
| ----------------- | --------- |
| Stati Uniti       | 44        |